# Wajsznory
Wajsznory (deutsch Weischnuren) ist ein Ort in der polnischen Woiwodschaft Ermland-Masuren. Er gehört zur Gmina Kętrzyn (Landgemeinde Rastenburg) im Powiat Kętrzyński (Kreis Rastenburg).

## Geographische Lage
Wajsznory liegt in der nördlichen Mitte der Woiwodschaft Ermland-Masuren, vier Kilometer südlich der Kreisstadt Kętrzyn (deutsch Rastenburg}) und wenige hundert Meter westlich des Flugplatzes Kętrzyn-Wilamowo (polnisch Lotnisko Kętrzyn-Wilamowo).

## Geschichte

### Ortsgeschichte
Der noch vor 1785 Weischnurren genannte Ort wurde 1343 gegründet und bestand aus  einem Rittergut mit ein paar Höfen. 1785 wird der Ort als adliges Gut mit 23 Feuerstellen genannt, 1820 ist die Rede von einem adligen Hospital-Dorf mit 16 Feuerstellen bei 182 Einwohnern.
Am 30. April 1874 wurde Weischnuren Amtsdorf und damit namensgebend für einen Amtsbezirk im Kreis Rastenburg im Regierungsbezirk Königsberg (ab 1905: Regierungsbezirk Allenstein) in der preußischen Provinz Ostpreußen.
Im Jahre 1885 zählte das Dorf Weischnuren 81 und der Gutsbezirk Weischnuren 179 Einwohner, im Jahre 1910 waren es 57 im Dorf und 156 im Gutsbezirk.
Am 30. September 1928 schlossen sich das Dorf Weischnuren und die Gutsbezirke  Weischnuren und Glubenstein (polnisch Głobie) sowie der Gutsbezirk Queden (polnisch Kwiedzina) aus dem Amtsbezirk Pohiebels (polnisch Pożarki) zur neuen Landgemeinde Weischnuren zusammen. Die Einwohnerzahl der auf diese Weise neu formierten Gemeinde belief sich 1933 auf 266 und 1939 auf 271.
In Folge der Abtretung des gesamten südlichen Ostpreußen 1945 in Kriegsfolge an Polen erhielt Weischnuren die polnische Namensform „Wajsznory“. Zusammen mit dem Ortsteil Wilamowo (Wilhelmsdorf) ist das Dorf jetzt Teil der Landgemeinde Kętrzyn (Rastenburg) im Powiat Kętrzyński (Kreis Rastenburg), von 1975 bis 1998 der Woiwodschaft Olsztyn, seither der Woiwodschaft Ermland-Masuren zugehörig. Im Jahre 2021 zählte das Dorf 96 Einwohner.

### Amtsbezirk Weischnuren (1874–1945)
Bei seiner Errichtung im Jahre 1874 umfasste der Amtsbezirk Weischnuren sechs Orte. Aufgrund struktureller Veränderungen waren es am Ende noch drei:
| Deutscher Name                         | Polnischer Name      | Anmerkungen                                 |
| -------------------------------------- | -------------------- | ------------------------------------------- |
| Glubenstein                            | Głobie               | 1928 nach Weischnuren eingemeindet          |
| Groß Bürgersdorf 1928–1945 Bürgersdorf | Poganowo             |                                             |
| Hinzenhof                              | Zalesie Kętrzyńskie  | 1928 nach Bürgersdorf eingemeindet          |
| Klein Bürgersdorf                      | Poganówko            | 1928 nach Bürgersdorf eingemeindet          |
| Weischnuren (Dorf)                     | Wajsznory            |                                             |
| Weischnuren (Gut)                      |                      | 1928 nach Weischnuren (Dorf) eingemeindet   |
| ab 1932: Neuendorf                     | Nowa Wieś Kętrzyńska | bis 1932 zum Amtsbezirk Neuendorf zugehörig |

Im Januar 1945 bildeten nur noch die Gemeinden Bürgersdorf, Neuendorf und Weischnuren den Amtsbezirk Weischnuren.

## Kirche
Kirchlich war Weischnuren bis 1945 nach Rastenburg hin orientiert: zur dortigen evangelischen Pfarrkirche in der Kirchenprovinz Ostpreußen der Kirche der Altpreußischen Union und zur römisch-katholischen Pfarrkirche St. Katharinen im Bistum Ermland.
Der Bezug zu Kętrzyn besteht weiterhin, wobei die Stadt katholischerseits jetzt zum Erzbistum Ermland gehört, evangelischerseits die Pfarrei der Johanneskirche (frühere „Polnische Kirche“) jetzt zuständig ist; sie gehört zur Diözese Masuren der Evangelisch-Augsburgischen Kirche in Polen.

## Verkehr
Wajsznory liegt an einer Nebenstraße, die die Stadt Kętrzyn mit Nakomiady (Eichmedien) verbindet und von der aus in Wajsznory eine Zufahrt zum Flugplatz Kętrzyn-Wilamowo besteht.
Eine Anbindung an den Bahnverkehr besteht nicht.